# Начал за здравие, а кончил за упокой
«Начал за здравие, а кончил за упокой» — русская пословица, означающая «начал что-либо делать хорошо, а продолжил или закончил плохо».
Предположительно, выражение происходит от традиции произнесения тостов, когда часто пьют за здоровье присутствующих и реже за упокой души умершего человека.
По другой версии, это связано с особенностями заздравной и заупокойной христианской молитвы, в центральной части которых есть своего рода «перекрёсток», когда священник произносит одну и ту же фразу, вставляя в свою речь (по заказу родственников) имя человека, за которого молится. После этого он должен произнести правильную концовку: — Многая лета! или — Вечная память!. Именно здесь, из-за усталости, а также из-за того, что сознание священника отвлечено необходимостью подставить в свою речь новое имя человека (не забыть и не перепутать его), происходит достаточно частый казус: произносится не та фраза.